# 澳大利亞—印度關係
澳洲－印度關係，是指澳洲聯邦和印度共和國之間的雙邊關係。在兩國獨立之前，現今澳洲和印度的大部分領土屬於大英帝國，兩國目前亦是英聯邦及東盟地區論壇成員，在政治、經濟、國防、文化（語言和運動）上有很強的聯繫。澳洲在印度新德里設有高級專員公署，亦在印度的孟買和欽奈設領事館。

## 經濟關係
澳洲和印度之間的貿易可以追溯到18世紀後期至19世紀初，當時悉尼和新南威爾士州已有煤出口到印度。截至2010年，兩國之間的雙邊貿易總額為187億美元，比2003年43億澳元大幅增長，更有預計指在2016年雙邊貿易總額將增長至400億美元。澳洲主要出口煤炭、非用作鑄幣的黃金、銅礦石和農業產品到印度，而印度主要出口珍珠、寶石及半寶石、紡織品和服裝。[27]2008年一共有97,000名印度學生於澳洲就讀，因而帶來的收入有20億澳元。

## 軍事關係
於2007年，印度和澳洲進行了聯合海軍演習，是次軍演被稱為馬拉巴爾軍演；同年，領導澳洲政府的自由黨違反了一向不賣核原料給沒有簽署《不扩散核武器条约》的國家的政策，原則上同意向印度出售鈾，又稱這將減少印度對化石燃料的需求，然而後來領導澳洲政府的工黨撤銷了該計劃，並恢復以上的政策；但隨後時任澳洲總理朱莉婭·吉拉德又稱將會支持向印度出售鈾。
據報導，時任澳洲外長陸克文曾建議印度、澳洲和美國簽訂三邊安全協議，但印度政府立刻拒絕，後來澳洲政府否認曾作此建議，並聲稱陸克文當時錯誤地引用了媒體報導。
2017年美国特朗普政府上台后，提出“自由开放的印度-太平洋”倡议，印度和澳大利亚加入四边安全对话，签订军事情报交流协定，并参加联合军事演习。

## 文化關係

### 語言
由於兩國都曾受英國統治，英語在兩國都十分普及。

### 運動
在兩國，木球皆是普及的運動。兩國之間的第一場木球賽是在1947-48年印度獨立後，當時澳洲贏4-0；兩國此以後有在二十年沒進行比賽，因為商家害怕賽果太易預期，觀眾會沒興趣，比賽會因此造成經濟損失。近年來，兩國之間的木球賽時常因裁判被指誤判或門票供不應求而引起衝突，不過澳洲木球手非常受印度人歡迎，印度木球手沙奇·德魯卡亦備受澳洲木球愛好者推崇。曲棍球在兩國也是普及的運動，而兩國的曲棍球隊也在世界上名列前茅。